# Tamás Tóth
Tamás Tóth (Budapest, 29 de mayo de 1989) es un deportista húngaro que compite en triatlón. Ganó una medalla de bronce en el Campeonato Mundial de Triatlón por Relevos Mixtos de 2014 y una medalla de bronce en el Campeonato Europeo de Triatlón de 2016.

## Palmarés internacional
| Campeonato Mundial por Relevos Mixtos | Campeonato Mundial por Relevos Mixtos | Campeonato Mundial por Relevos Mixtos | Campeonato Mundial por Relevos Mixtos |
| Año                                   | Lugar                                 | Medalla                               | Prueba                                |
| ------------------------------------- | ------------------------------------- | ------------------------------------- | ------------------------------------- |
| 2014                                  | Hamburgo (Alemania)                   | Medalla de bronce                     | Relevo mixto                          |
| Campeonato Europeo                    |                                       |                                       |                                       |
| Año                                   | Lugar                                 | Medalla                               | Prueba                                |
| 2016                                  | Lisboa (Portugal)                     | Medalla de bronce                     | Relevo mixto                          |